# Paul Guiton
Paul Guiton (1882 - 1944), né à Châteaumeillant le 6 septembre 1882, mort à Grenoble le 3 août 1944, fut professeur d'italien à La Mure, Grenoble, Gap puis Annecy (de 1920 à 1942).

## Biographie
Auteur de plusieurs ouvrages sur la Savoie et Annecy, les Alpes du Dauphiné, de l'Ubaye et du Briançonnais, la Suisse romande et alémanique. Comme italianiste, il a traduit des textes de Giovanni Papini et Tommaso Gallarati Scotti, ainsi que les Aventures de Pinocchio.
C'est un pionnier de la littérature alpestre. Il rassembla de nombreux livres de voyage sur les Alpes et sur l'Italie et légua à sa mort sa bibliothèque de 3 000 ouvrages à la Bibliothèque municipale de Grenoble. 
Membre de plusieurs associations intellectuelles, journaliste, conférencier, philosophe. Grand amateur d'art et ami de peintres tels que Georges Gimel (1898-1962) et Serge Henri Moreau.

### Sources
- Archives municipales d'Annecy
- Pierre Soudan, L'Annecy des années trente.
- Georges Grandchamp, Les Rues de A à Z, Annecy.
- Robert-J.Laurent, Peintres d'Aujourd'hui Thonon-les-bains 1948 p. 29 impr.Société d'édition Savoyarde.